# Stanisław Kon
Stanisław Kazimierz Kon (ur. 1900, zm. 1986) – brytyjski technolog żywności i biochemik pochodzenia polskiego. 
Od 1924 roku współpracował z Kazimierzem Funkiem w Państwowym Zakładzie Higieny w Warszawie. W 1931 roku osiadł w Wielkiej Brytanii, pracował w National Institute for Research in Dairying w Shenfield (w latach 1959–1964 był wicedyrektorem). Był współzałożycielem, a następnie przewodniczącym Nutrition Society. Od 1966 roku był członkiem zagranicznym Polskiej Akademii Nauk. 
Kon przeprowadzał badania z biochemii żywienia i żywności, zwłaszcza mleka i produktów mleczarskich. Szczególne osiągnięcia osiągnął w pracach nad karotenami, witaminami A, B12 i antybiotykami.